# Pelomonas puraquae
Pelomonas puraquae es una bacteria gramnegativa del género Pelomonas. Descrita en el año 2007. Su etimología hace referencia a agua pura. Es aerobia y móvil por flagelo polar. Tiene un tamaño de 0,5 μm de ancho por 2 μm de largo. Forma colonias de color amarillo claro, circulares, lisas y translúcidas. Temperatura de crecimiento entre 10-37 °C, óptima de 37 °C. Se ha aislado de agua de hemodiálisis en España. 